# Marele dodecicosacron
În geometrie marele dodecicosacron este dualul marelui dodecicosaedru (U63). Are 60 de fețe antiparalelogramice, 120 de laturi și 32 de vârfuri. O parte a fiecărei fețe se află în interiorul poliedrului, prin urmare aceasta este invizibilă la modelele realizate fizic. Având 60 de fețe, este un hexacontaedru.

## Mărimi asociate

### Coordonate carteziene
coordonatele carteziene ale vârfurilor sunt toate permutările pare ale
{\displaystyle \left(\,\pm {\frac {3}{2}}(\varphi -1),\,\pm {\frac {3}{2}}(2-\varphi ),\,0\,\right)}
{\displaystyle \left(\,\pm {\frac {1}{2}}(3-\varphi ),\,\pm (\varphi -{\frac {1}{2}}),\,0\,\right)}
{\displaystyle \left(\,\pm (\varphi -{\frac {1}{2}}),\,\pm (\varphi -{\frac {1}{2}}),\,\pm (\varphi -{\frac {1}{2}})\,\right)}
unde {\displaystyle \varphi ={\frac {1+{\sqrt {5}}}{2}}} este secțiunea de aur,

### Unghiuri
Fețele au două unghiuri de câte
{\displaystyle \arccos({\frac {3}{4}}+{\frac {1}{20}}{\sqrt {5}})\approx 30,480\,324\,565\,36^{\circ }}
și două unghiuri de câte
{\displaystyle \arccos(-{\frac {5}{12}}+{\frac {1}{4}}{\sqrt {5}})\approx 81,816\,127\,508\,183^{\circ }.}
Diagonalele fiecărui antiparalelogram se intersectează la un unghi de
{\displaystyle \arccos({\frac {5}{12}}-{\frac {1}{60}}{\sqrt {5}})\approx 67,703\,547\,926\,46^{\circ }.}
Unghiurile diedre sunt de
{\displaystyle \arccos({\frac {-44+3{\sqrt {5}}}{61}})\approx 127,686\,523\,427\,48^{\circ }.}
Raportul dintre lungimile muchiilor lungi și a celor scurte este egal cu {\displaystyle \varphi }.

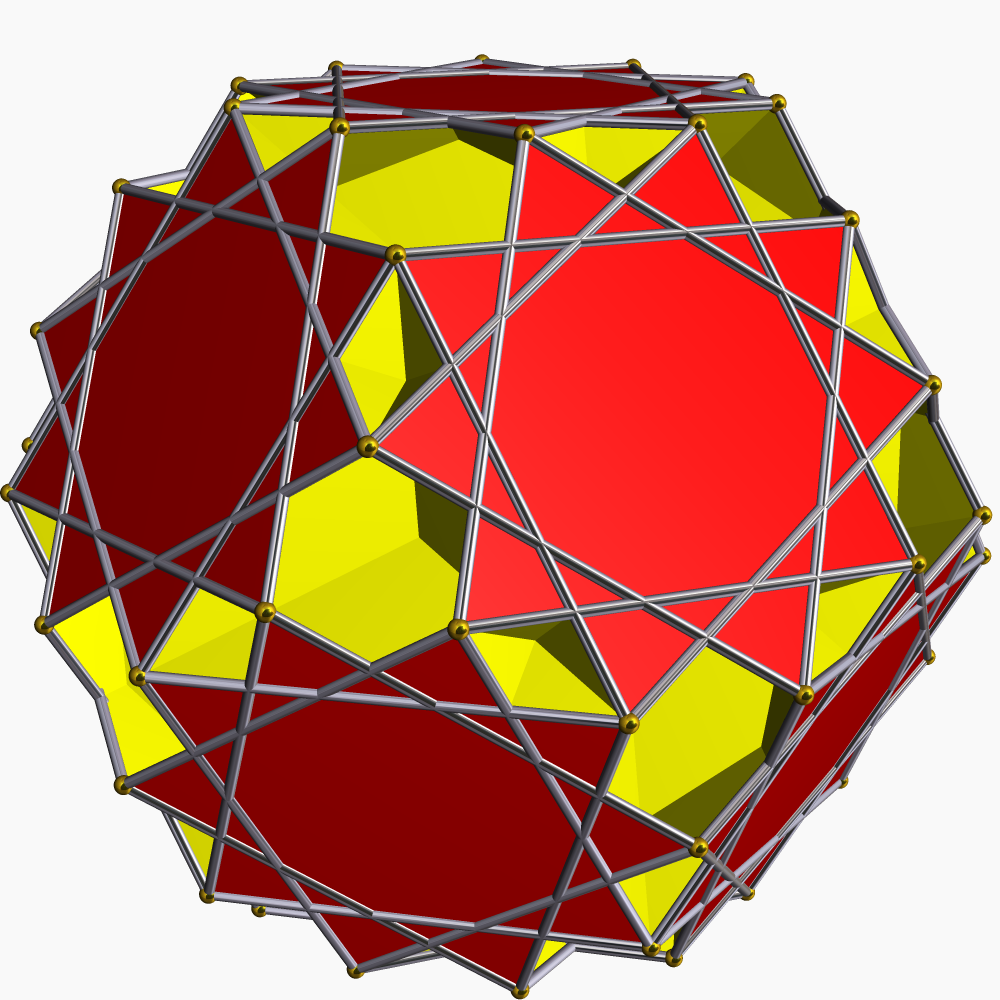
Dual: Marele dodecicosaedru

### Poliedru dual
Dualul său este marele dodecicosaedru.